# Arutz HaYeladim
Arutz HaYeladim (hebreiska: ערוץ הילדים, Barnens kanal) är en barnkanal i Israel som ägs av NOGA Communications Limited. Det var en av de första kabel-TV-kanalerna i Israel tillsammans med Arutz HaMishpaha, Arutz HaSratim och Arutz HaSport.

## Historik

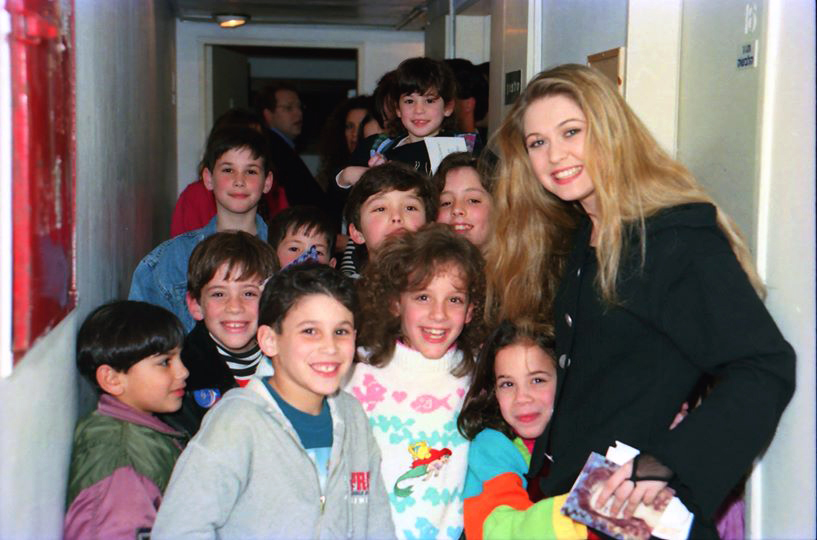
Michal Yannai på Arutz HaYeladim.

Den första kanalen lanserades 1989, som en del av Israels försökssändningar via kabel före den officiella lanseringen 1990. Först sändes kanalen bara under två timmar per dag, och under de första två åren baserades det primärt på inköpta program. Under 1991 började kanalen omfattar segment med mänskliga värdar och presentatörer. Dessa segment växte till större livespelningar med tiden och gav några av presentatörerna biljetten till stjärnstatus. Kanalens växande popularitet bland barn har också lett till många utbildningskampanjer i frågor som säkerhet och tolerans.
Under 1996 överfördes kontroll av kanalens innehåll till det nya bolaget Noga Tikshoret, Venus-kommunikation, och kanalen ändrade sitt innehåll till en mer interaktiv karaktär och lade till fler originalprogram, en inriktning som kanalen har sedan dess.
Under 2010 blev den amerikanska kanalen Cartoon Network ett block som visas vardagar från 11:00–14:00, visar barnserier från Cartoon Network på hebreiska.
Oded Menashe, den sista av "originalpresentatörerna" från kanalens första år, lämnade under 2005 efter 14 år; ingen presentatör hade då stannat längre på kanalen än det. Från och med 2012, överträffades Menashes rekord av Tal Mosseri, som började arbeta på kanalen under 1997 och lämnade i mitten av 2015 efter 18 år som presentatör. Förutom Menashe, Museri och Kobi Machat, som började vid kanalen 2000 och lämnade tidigt under 2012 efter 12 år som presentatör, har ingen presentatör stannat på kanalen i mer än nio år i rad.

## Programs
- Roseanne

### Tidigare presentatörer
Sommaren 1993
- Yael Abecassis

Sommaren 1996
- Erez Ben Harush
- Nimrod Reshef